# La Quarte
La Quarte település Franciaországban, Haute-Saône megyében. Lakosainak száma 63 fő (2022. január 1.). La Quarte Ouge, Fayl-Billot, Pressigny, Chauvirey-le-Châtel és La Rochelle községekkel határos.

## Népesség
A település népességének változása:
| Lakosok száma | 57   | 62   | 65   | 66   | 67   | 69   | 67   | 65   | 63   |
|               | 2013 | 2015 | 2016 | 2017 | 2018 | 2019 | 2020 | 2021 | 2022 |